# 9525 Amandasickafoose
9525 Amandasickafoose eller 1981 EF11 är en asteroid i huvudbältet som upptäcktes den 1 mars 1981 av den amerikanska astronomen Schelte J. Bus vid Siding Spring-observatoriet. Den är uppkallad efter astronomen Amanda A. Sickafoose Gulbis.